# Vitae Mysterium
Vitae Mysterium (in italiano Il mistero della vita), è una lettera apostolica di papa Giovanni Paolo II, pubblicata in forma di Motu proprio l'11 febbraio 1994.
Il Motu proprio istituisce la Pontificia accademia per la vita.